# 呉碩三郎
呉 碩三郎（ご せきさぶろう、生没年不詳）は、江戸時代後期（幕末）から明治にかけての外交官、通訳（通詞・通事）。別名は呉碩（ご せき）、幼名は潤平。

## 人物・経歴
肥前長崎で唐小通詞・呉用蔵の子として生まれる。実弟の鄭永寧（鄭右十郎、本姓呉）は、鄭幹輔の養子として鄭家を継いだ。
長崎で唐通事として中国語の通訳を務める。1859年（安政6年）の神奈川・横浜開港のときには、同郷の太田資政とともに通訳に任じられる。
1865年（慶応元年）、大通事であった呉泰蔵が亡くなったことから、大通事過人から繰り上がり大通事に就く。
1868年（慶應4年、明治元年）、実弟の鄭永寧（鄭右十郎）と『万国公法』を共訳し、『和解万国公法』を著す。校閲は平井義十郎が担当。この訳本は未刊であったともされるが、写本は残っている。
明治維新後、新政権により長崎奉行所が接収される中で、旧唐通事のほとんどが長崎府の職員に採用されることとなる。その後、各開港場行政機構の拡充整備にあたって、旧長崎地役人が多く大坂・神戸・横浜に派遣され、旧唐通事たちも外務省に登用されて各開港都市に赴任していくことになるが、1868年（明治元年）には、長崎府外国管事役所掛取締助役である頴川重寛（保三郎）が神戸へ赴き、翻訳方である呉碩（先名：碩三郎）は大坂に赴任することとなり、7月には林道三郎（のち初代香港副領事）が神奈川県通辨役を任じられた。
実弟の鄭永寧（鄭右十郎）も外務省に登用されて日中外交で活躍していくが、呉碩（碩三郎）も上海などの領事館に勤務するなど、近代の中日交渉に大いに活躍した。1874年（明治7年）から1882年（明治15年）にかけては上海領事館にて一等書記生として務め、1876年（明治9年）8月11日には、在厦門領事館の事務代理にも着任している。